# آدیداس فینال
آدیداس فینال (به انگلیسی: Adidas Finale) یک برند توپ فوتبال ساخت شرکت آدیداس است. پس از اینکه آدیداس قرارداد تأمین کننده رسمی را از نایک در سال ۲۰۰۰ بر دست گرفت؛ این توپ تبدیل به توپ رسمی و فعلی لیگ قهرمانان اروپا، لیگ قهرمانان اوپای زنان، و لیگ جوانان شد. طراحی داخلی و خارجی تغییرات توپ نشان دهنده پیشرفت‌هایی در فناوری‌های فوتبال گرفته شده از دیگر توپ فوتبال‌های تولید شده آدیداس است. طراحی خارجی «استاربال» بر اساس ستاره های لیگ قهرمانان اروپا و لوگوی لیگ قهرمانان زنان است. توپ هر سال نام برندسازی آدیداس فینال را نگه می دارد، به جز پسوند برای تعیین سال.

## استفاده
در طول معرفی آن آدیداس فینال تنها در مراحل آخر رقابت‌های لیگ قهرمانان مورد استفاده قرار می‌گرفت؛ دیدن توپ‌های دیگر در دورهای اولیه غیرمعمول نبود و معمولاً توسط تولیدکننده لباس یا تأمین‌کننده توپ برای لیگ داخلی تیم میزبان، از جمله دیگر توپ‌های آدیداس ارائه می‌شد. با این حال، از سال ۲۰۰۷–۲۰۰۶، فینال آدیداس در تمام مراحل مسابقه مورد استفاده قرار گرفت، از جمله دور پلی‌آف که در سال ۱۰–۲۰۰۹ معرفی شد و مراحل گروهی را دنبال کرد. این توپ‌ها در دیگر رقابت‌های اروپا نیز دیده می‌شوند. آن‌ها همچنین گهگاه در لیگ قهرمانان زنان اروپا با گرافیک مشابهی مورد استفاده قرار می‌گیرند.

## ساخت
این توپ توسط آدیداس ساخته می‌شود چرا که برند آلمانی این قرارداد را از نایک در سال ۲۰۰۰ بر دست گرفت، و در ابتدا بر اساس آدیداس ترسترا سیلوراستریم، توپ مسابقه رسمی جام باشگاه های اروپا ۲۰۰۰ در هلند و بلژیک توسعه یافت. این توپ همچنین با همان نوع مواد مورد استفاده برای ساخت آدیداس فیورنوا ساخته شده‌بود، به جز البته گرافیک.
توپ فینال شامل یک طراحی منحصر به فرد است که از لوگوی «استاربال» لیگ قهرمانان اروپا الهام گرفته‌بود. فینال نرم‌تر، سریع‌تر، و دقیق‌تر از هر توپ آدیداس دیگر قبل از آن است و همچنین آن دارای لایه‌ای از گاز پر از میکرو بالن بسیار فشرده، با اندازه‌ای برابر (فوم ترکیبی).
تا فینال فصل ۰۶–۲۰۰۵، آدیداس فینال از طراحی سنتی پنل بیست‌وجهی بریده‌شده برای توپ‌های خود استفاده می‌کرد. از آن به بعد پنل‌ها به مانند همان توپ آدیداس تیم‌گایست هستند. از سال ۲۰۰۵–۲۰۰۴ ساختار توپ همان توپ‌های آدیداس روتیرو بود که برای یورو ۲۰۰۴ استفاده می‌شد که پنل‌های پیوندی حرارتی داشت.
از فینال سال ۲۰۱۰ پنل‌ها شکل لوگوی استاربال مسابقات را به خود گرفت. در طراحی پنل‌ها در سال ۲۰۱۹ تجدید نظر شده‌است که پیش از این در لبه‌ها متصل بود، اما پنل‌ها هم‌اکنون برای بهبود دوام همپوشانی دارند.

## طراحی
هر فصل در لیگ قهرمانان، رنگ ستاره‌های روی توپ تغییر می‌کند. اولین توپ، در سال ۰۱–۲۰۰۰ نقره‌ای بود و پس از آن سیاه در سال ۰۲–۲۰۰۱، سپس آبی تیره در سال ۰۴–۲۰۰۳، و قرمز در ۰۵–۲۰۰۴ بود. پس از آن آبی روشن در سال ۲۰۰۶–۲۰۰۵ ارائه شد. طراحی توپ فصل بعدی در فینال این فصل مورد استفاده قرار گرفت. یک توپ آبی روشن برای بیشتر فصل ۰۶–۲۰۰۵ مورد استفاده قرار گرفت اما در فینال بین آرسنال و بارسلونا که در استاد دو فرانس پاریس برگزار شد با توپی با همان پنل‌های آدیداس +تیم‌گایست جایگزین شد اما با ستاره‌های صورتی تزئین شد. برای فصل ۰۷–۲۰۰۶، توپ ستاره‌های خاکستری کمرنگ به رنگ‌های قرمز و سفید داشت و توپ فینال آتن یک نقره‌ای کروم فلزی با آبی سلطنتی و سفید بود. برای فصل ۰۸–۲۰۰۷، توپ با ستاره‌های نارنجی و سیاه و سفید با طرح خاکستری تزئین شد. برای فینال فصل ۰۸–۲۰۰۷ در مسکو، توپ دارای ستاره‌های خاکستری و قرمز با طرح طلایی بود. توپی که برای فصل ۰۹–۲۰۰۸ استفاده می‌شد سیاه و سفید با طرح سبز بود.

### طرح‌های فینال لیگ قهرمانان
هر توپ مسابقه‌ای که برای استفاده در فینال در نظر گرفته شده‌است با مکانی که قرار است بازی نهایی در آن انجام شود علامت‌گذاری می‌شود. به‌عنوان مثال فینال لیگ قهرمانان اروپا ۰۵–۲۰۰۴ در استانبول ترکیه برگزار شد و به این ترتیب توپ‌های فینال ستاره‌های آبی–نقره‌ای با طرح استانبول علامت‌گذاری شد.

## نگارخانه

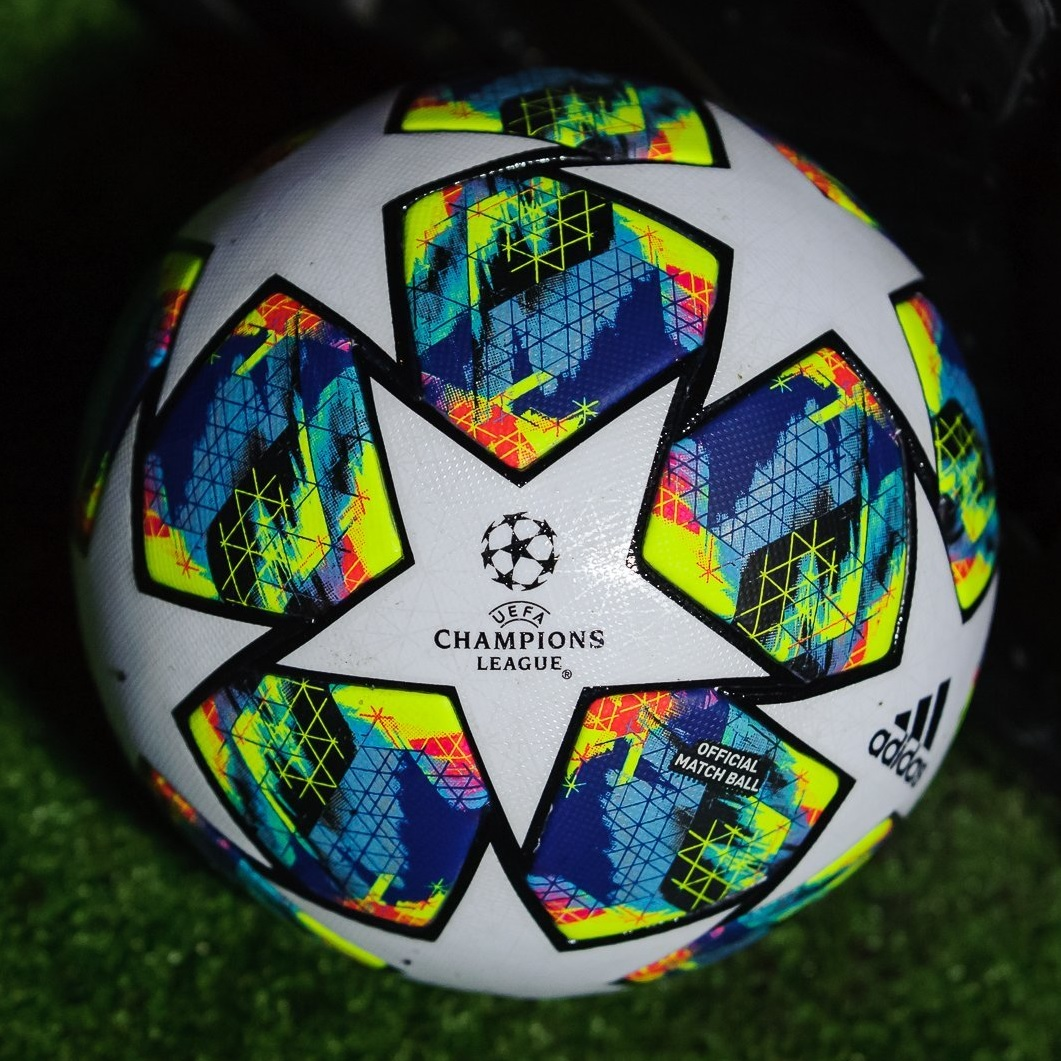
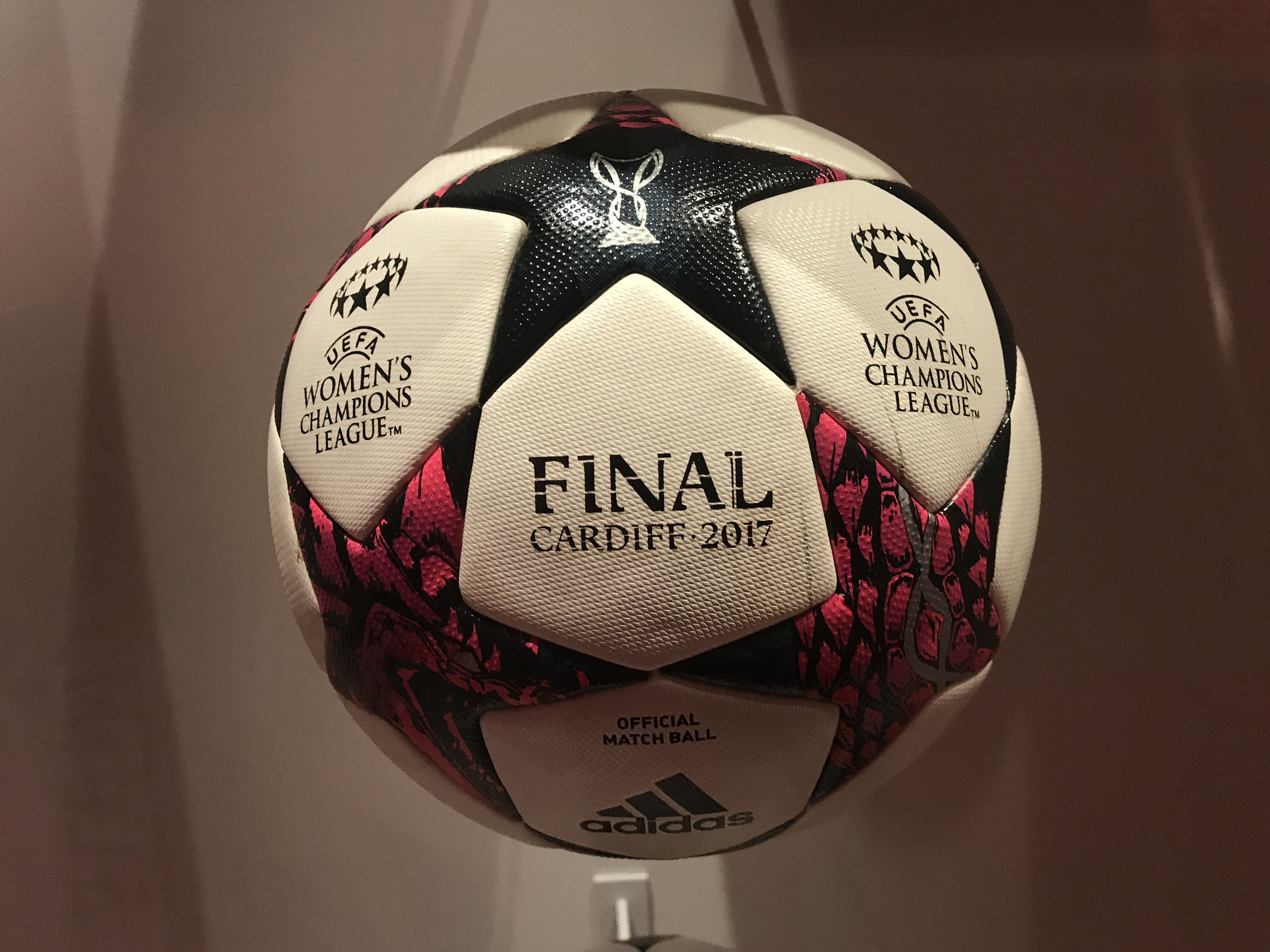
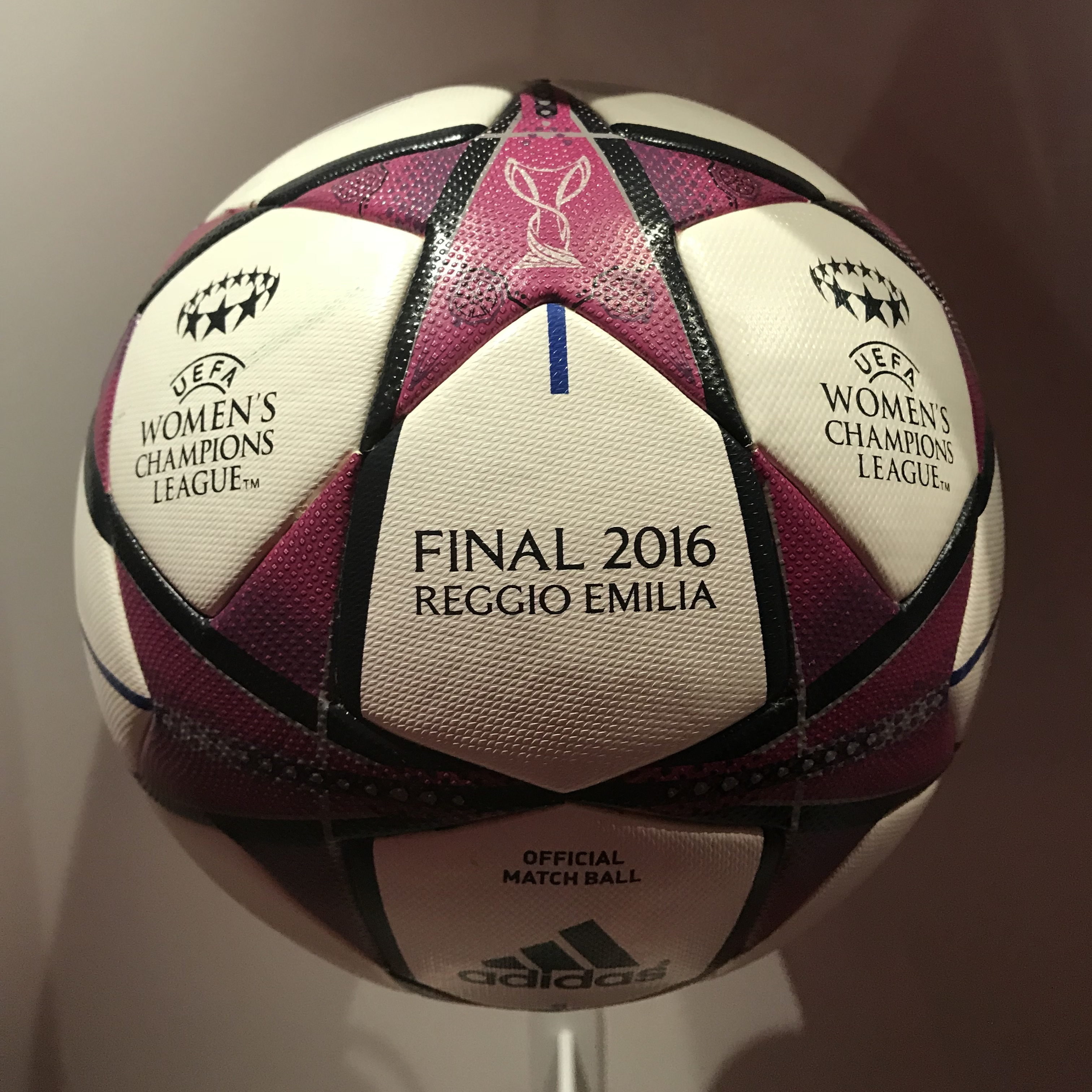
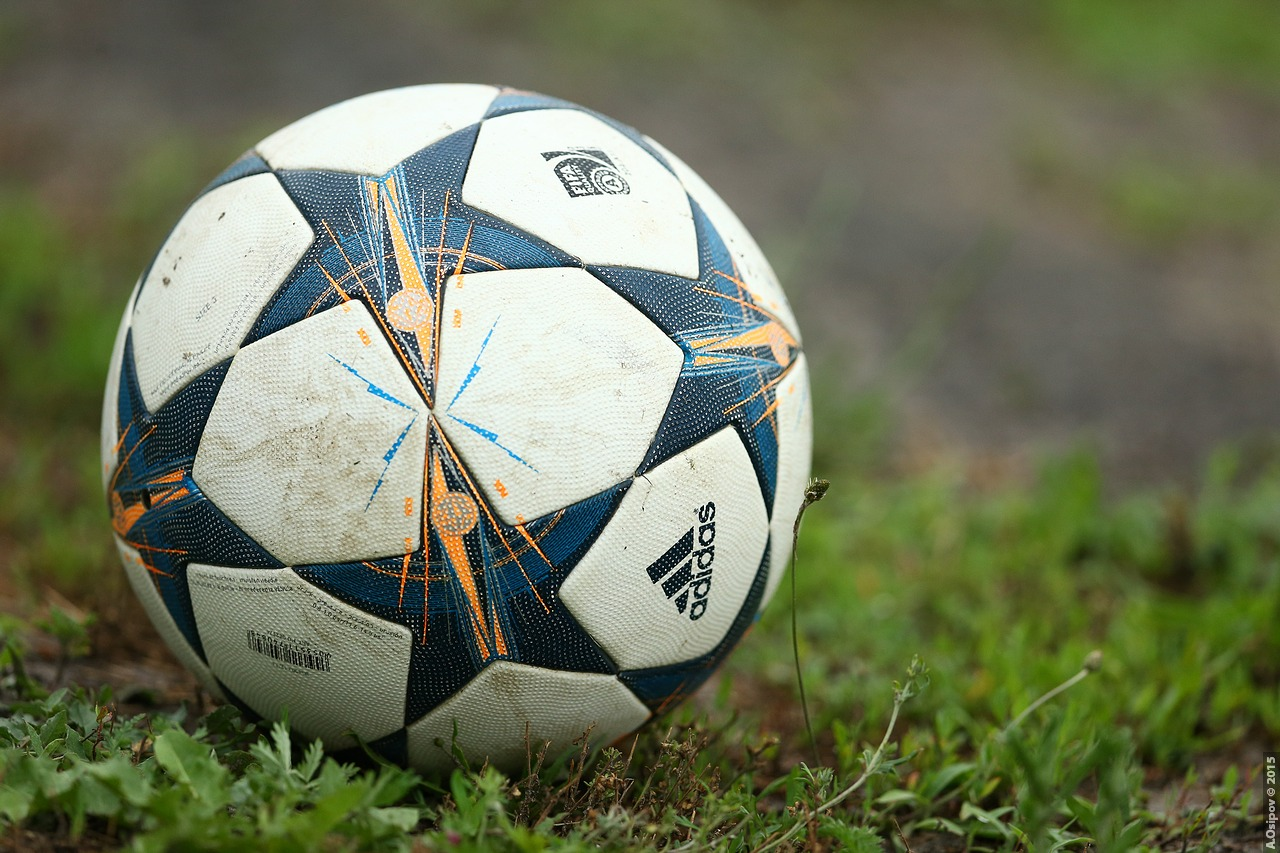
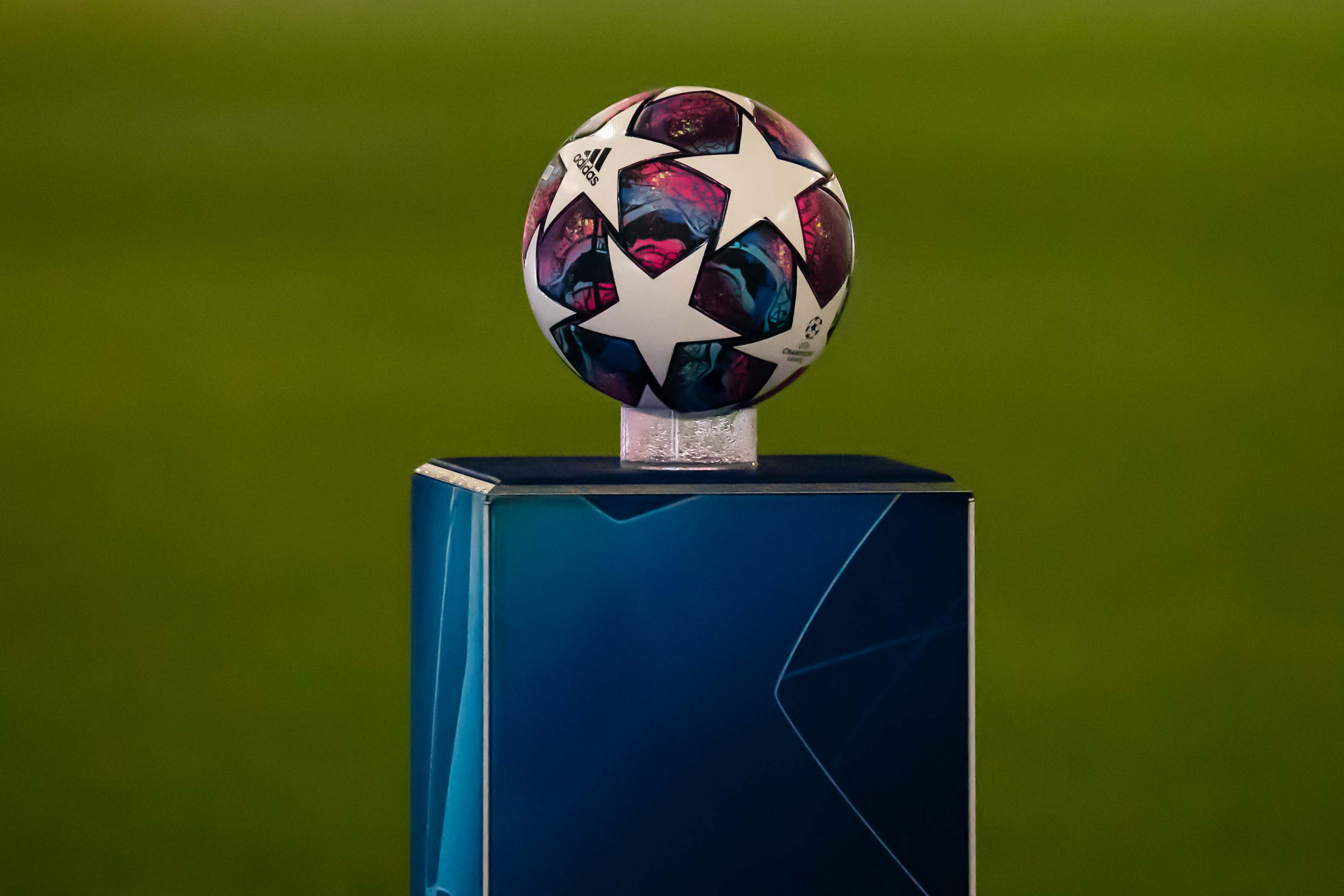
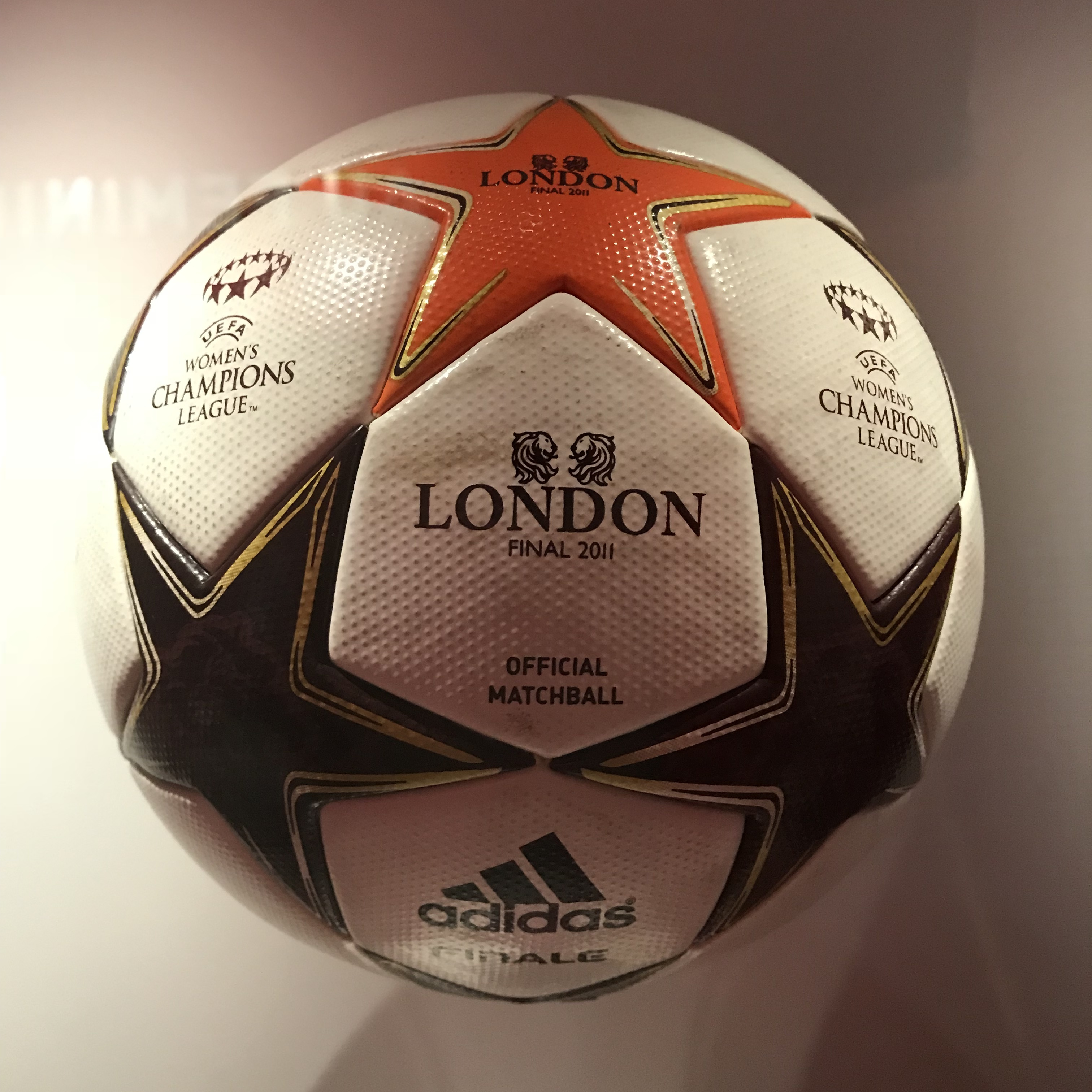
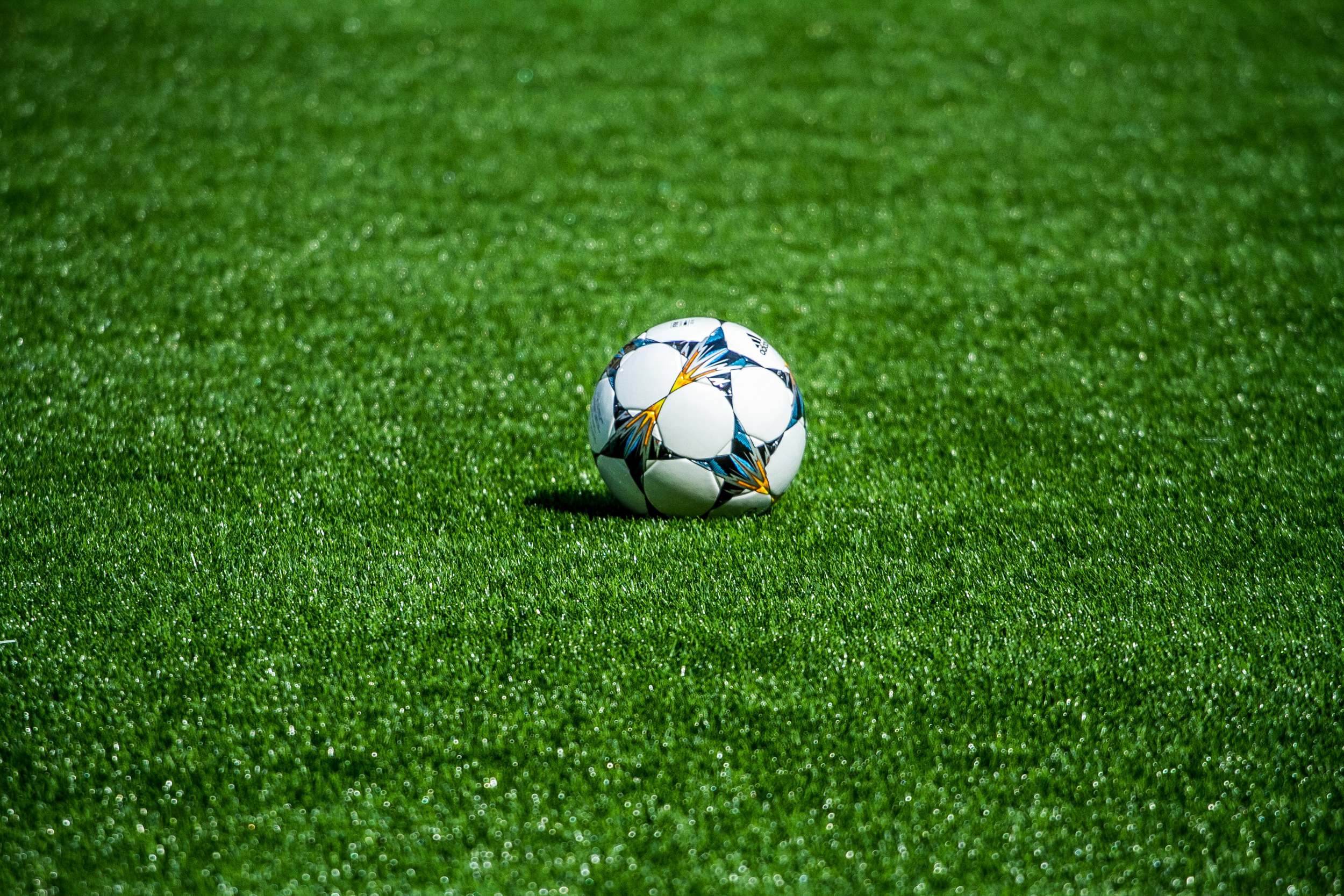
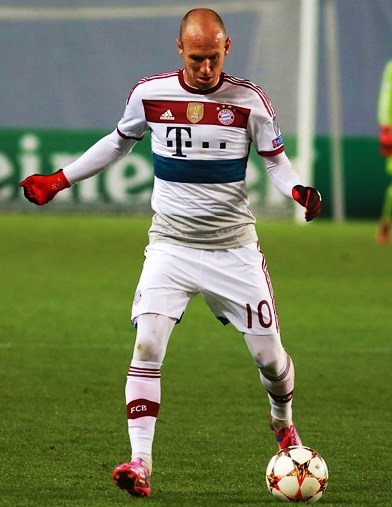
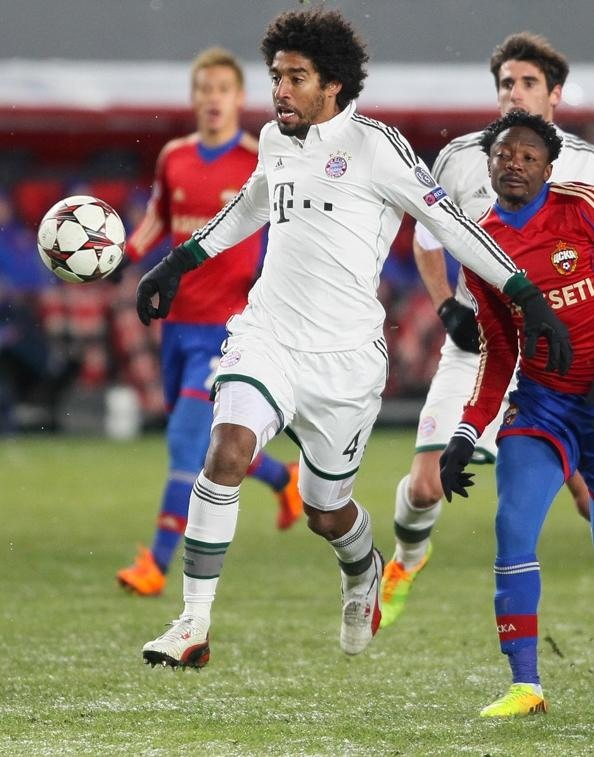
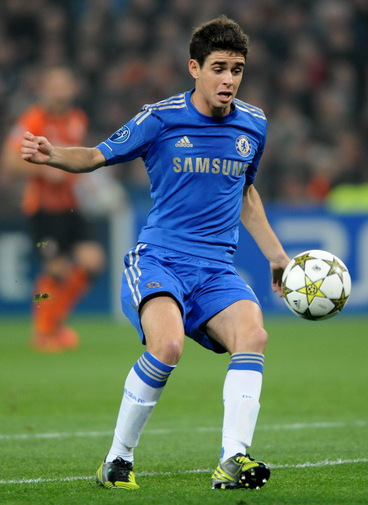
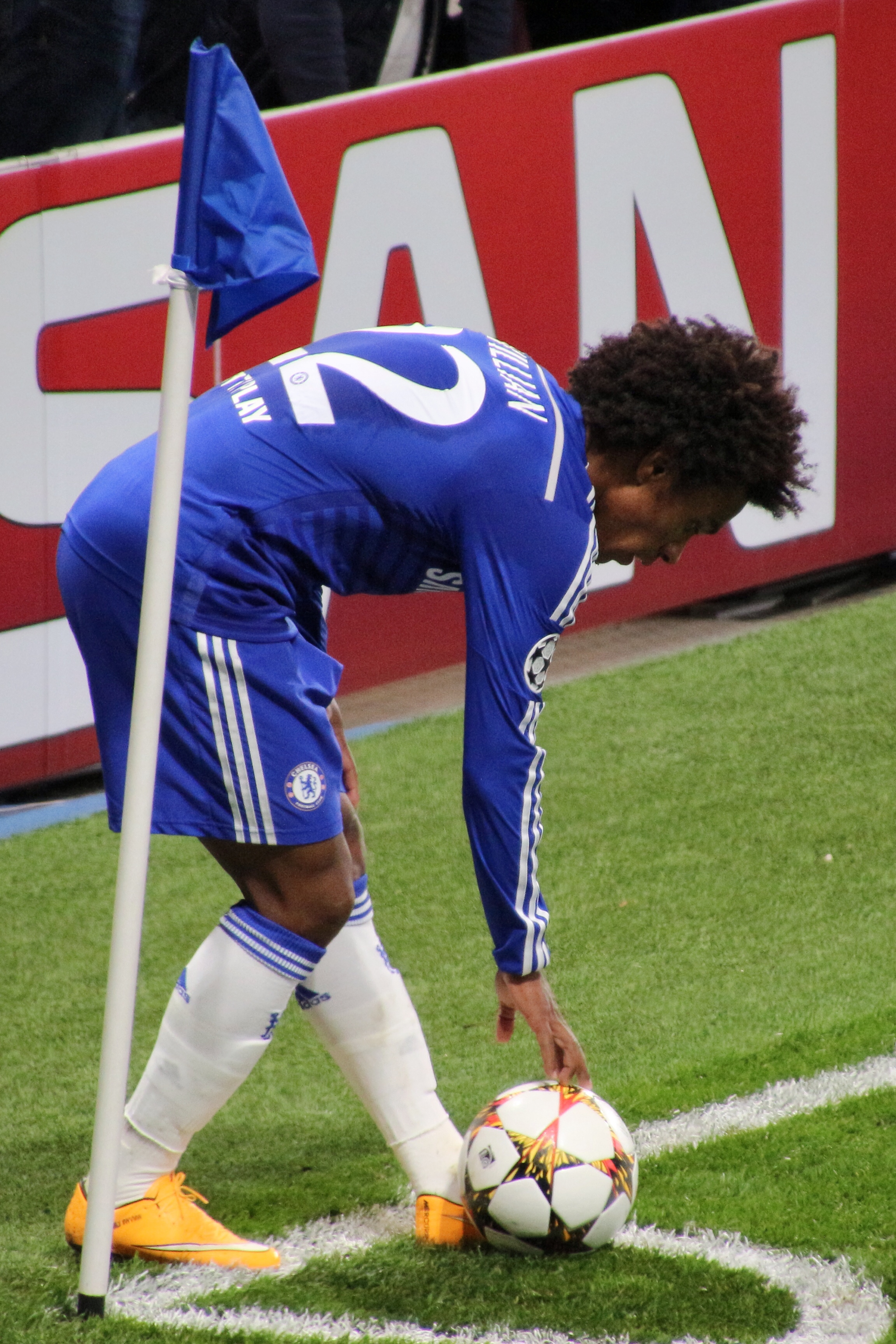
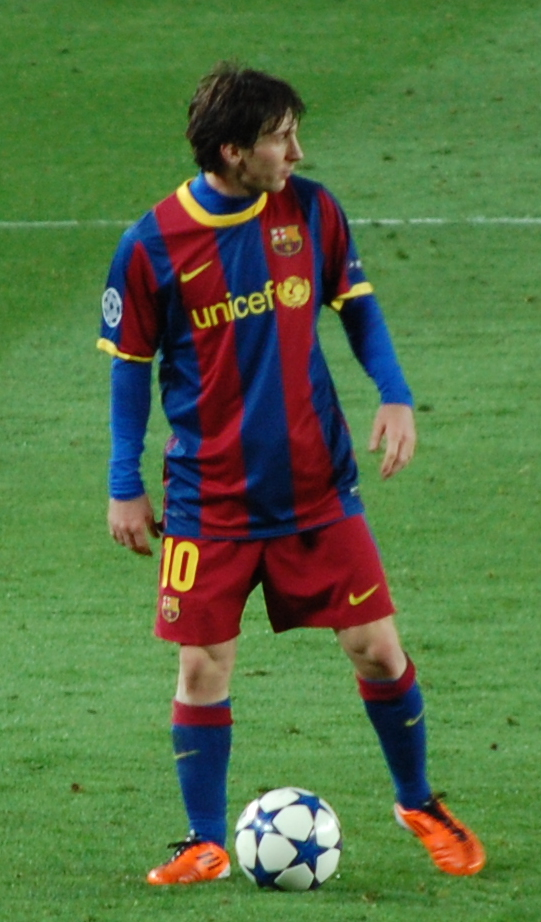
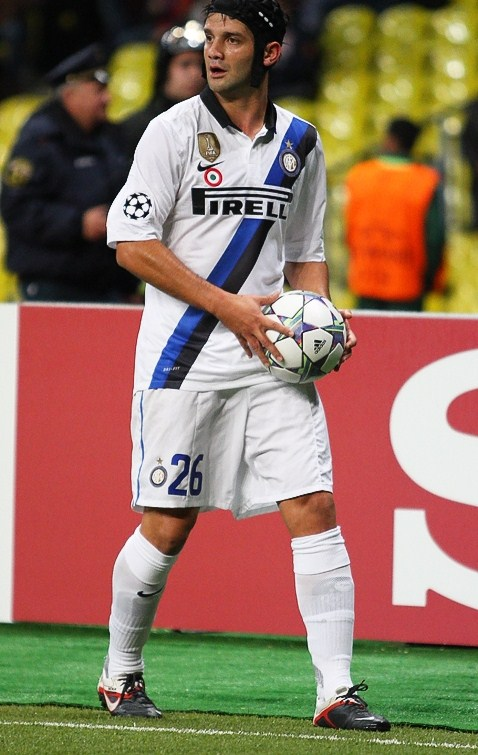
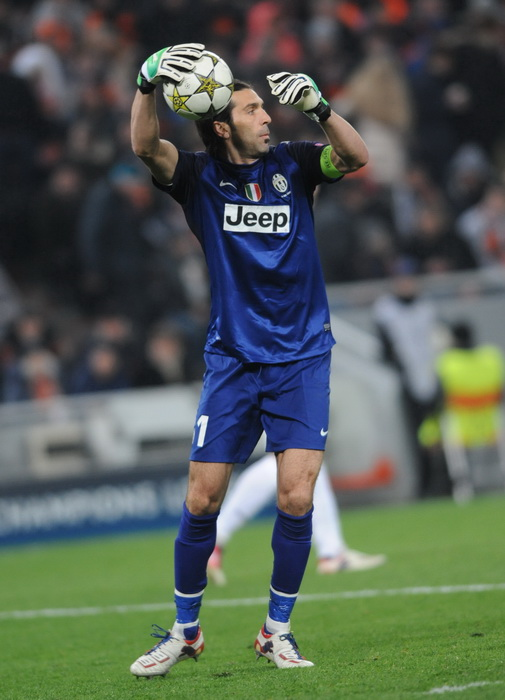